# 索德斯鎮區 (密歇根州)
索德斯鎮區（英語：Sodus Township）是位於美國密歇根州貝林縣的一個行政鎮區。

## 地方資料
索德斯鎮區的面積為51.80平方千米，當中陸地面積為50.30平方千米，而水域面積為1.50平方千米。根據2020年美國人口普查的數據，當地共有人口1995人，而人口密度為每平方千米38.51人。